# Molophilus coramba
Molophilus coramba är en tvåvingeart som beskrevs av Günther Theischinger 1994. Molophilus coramba ingår i släktet Molophilus och familjen småharkrankar. Inga underarter finns listade i Catalogue of Life.